# Tambocerus elongatus
Tambocerus elongatus är en insektsart som beskrevs av Shen. Tambocerus elongatus ingår i släktet Tambocerus och familjen dvärgstritar. Inga underarter finns listade i Catalogue of Life.